# 前29年
| 千纪： | 前1千纪 |
| 世纪： | 前2世纪 \| 前1世纪 \| 1世纪                                                                                |
| 年代： | 前50年代 \| 前40年代 \| 前30年代 \| 前20年代 \| 前10年代 \| 前0年代 \| 0年代                               |
| 年份： | 前34年 \| 前33年 \| 前32年 \| 前31年 \| 前30年 \| 前29年 \| 前28年 \| 前27年 \| 前26年 \| 前25年 \| 前24年 |
| 纪年： | 西汉建始四年                                                                                               |

## 大事记
- 羅馬征服今日索菲亞一帶。

## 逝世
- 米利暗一世
- 托勒密·费拉德尔甫斯，托勒密王朝王子
- 尹忠，西汉御史大夫
- 刘音，西汉胶东王